# Решт

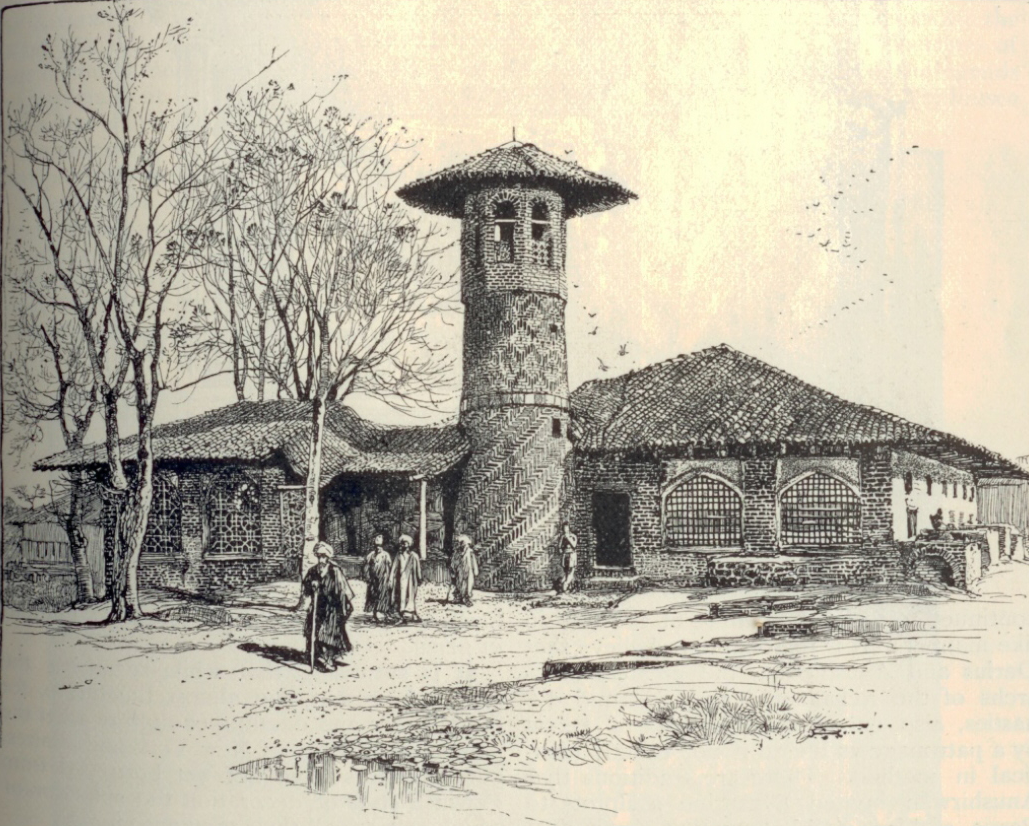
Стара мечеть у Решті (1886 рік).

Решт (перс. رشت; ґіл. Rəşt) — місто в Ірані, центр провінції (остана) Гілян. Населення мiста становить трохи більше 1,200,000 мешканців. Решт Розташований на рівнині на південь від Каспійського моря.
Місто є великим торговим вузлом, за рахунок близькості до порту Бандар-Анзалі, розвиненого сільського господарства в регіоні та активної торгівлі з каспійськими країнами, переважно з кавказьким регіоном та Російською Федерацією. У регіоні, адміністративним центром якого є Решт, виробляється рис, бавовна, шовк, і арахіс, з промислових продуктів — текстиль, скло.

## Історія

### Хронологія
- 682: Решт вперше згадується в історичних документах Омеядів.
- 1669: козацький воєначальник Стенька Разін пограбував місто.
- 1714: Решт зруйнований землетрусом.
- 1722–1732: Окупація росіянами через російсько-перську війну.
- 1901: Велика епідемія чуми спустошує місто.
- 1917–1920: російські та британські збройні сили воюють у портових містах Бандар-е-Анзалі та Решт. Британці відступають, а росіяни займають цей район.
- 1920–1921: Була створена Гілянська радянська соціалістична республіка зі столицею у Решті.
- 1937: Повстання, спричинене бажанням стягнути з росіян «дорожній податок», було придушено.
- 1974: у Решті засновано перший університет.

Вперше Решт згадується в історичних документах Омеядів у 682 р. н. е., але він, безумовно, старший за цей час і з’являється на пізньодавній карті Певтінгера. Він бачив епоху Сасанідів, завоювання Рашидуна, армії Петра Першого та пізніших російських правителів, а також британський колоніалізм. Народ Решта також відіграв важливу роль у конституційній революції Ірану.
Найімовірніше назва Решт походить від дієслова рештан — плести. У Решті, разом із регіонами навколо Тебриза та Тегерана, є один із найперших промислових заводів останньої чверті 19 століття, видатний у таких галузях, як рибальство, виробництво ікри, будівництво нафтопроводу до Каспійського моря та текстиль. Протягом 20-го століття, аж до середини 70-х, Гілан і регіон Решт були третім промисловим містом в Ірані за кількістю працівників і продуктивністю на душу населення. Після 1970-х років він значною мірою втратив свій культурний і промисловий статус.
Народ Решта відіграв видатну роль у підбурюванні та радикалізації Перської конституційної революції (1905–1907). Решт є місцем народження Мірзи Кучак Хана, одного з провідних діячів Конституційної революції. Його власний рух у Гілані, який отримав назву Джангалі, представляв просучасну та соціал-демократичну програму реформування мусульманських ритуалів і традицій. 1920 року після поразки конституційних сил і в коаліції з іранськими комуністами Мірза створив короткочасну Перську Соціалістичну Радянську Республіку. Республіка мала підтримку новоствореної російської Червоної армії. Радянський уряд, після повороту військової та політичної стратегії, запропонованої Троцьким, відмовився від своєї підтримки, а сама республіка була мучена внутрішніми конфліктами між новоствореною Іранською комуністичною партією (1919) і Джангалі та іншими фракціями. Республіка була остаточно розбита іранською армією під командуванням Реза-шаха.
Перша національна бібліотека Ірану була заснована в Решті при династії Каджарів. Крім того, Nasim e Shomal, як перша сучасна газета Ірану після конституційної революції, видавалася в Рашті, але пізніше перенесла свою штаб-квартиру в Казвін. Перша публічна бібліотека Ірану була побудована в місті Решт. Перша філія Першого іранського банку (Sepah Bank) була розташована в місті Решт. Заархівовано 11 січня 2021 року на Wayback Machine Перше відділення цілодобової аптеки  було побудовано в місті Решт. Перша школа для дівчат і перша пожежна частина в Ірані також були побудовані в місті Решт. Місто Решт було центром Гіляна і центром першої провінції країни. Під час Каджарського періоду, разом з економічним розвитком між Іраном і Росією, ноганська торгівля та іншими продуктами розширювалася. Таким чином Решт став воротами в Європу в 19 столітті. Григорій Валеріано віч Мельгунов, російський мандрівник, який подорожував до Решта в 1275 році хіджри, писав у своїх мемуарах, що в місті на той час було 546 будинків, 1021 лавка і населення 27 314 осіб. На той час політична довіра до Решта була такою, що російський, британський і османський уряди мали консульства в Решті.

### Сучасний день
Решт перетворюється на індустріальне місто, як і більшість великих іранських міст і столиць провінцій. Насолоджуючись міжнародним готелем Kadus і сотнями туристичних пам’яток, Решт щорічно приймає тисячі іноземних туристів, переважно з Австрії, Німеччини, Нідерландів, Франції, Австралії, Японії та таких африканських країн, як Сенегал і Камерун, а також країн Океанії, таких як Мікронезія. Решт відомий своєю знаменитою муніципальною будівлею, розташованою на площі Муніципалітету, яка була побудована приблизно в 1900 році і щороку оновлювалася. Через високу вологість у Решті, яка пошкоджує та руйнує старі будівлі, рідна, старіша архітектурна структура Решта поступово замінюється сучасними хмарочосами та квартирами.
Культура споживання поширена серед жителів Решта як культурного та міського центру, який історично перебуває в тісних комерційних і політичних зв’язках із Сполученим Королівством, Росією та Францією. Завдяки такому фону, який робить жителів більш обізнаними з промисловим, культурним і політичним розвитком заходу, фінансово-кредитні установи більш охоче відкривають представництва та бюро в Решті, і це зробило місто центром різноманітних банків і фінансові організації. У Решті є багато комерційних центрів, торгових центрів і фінансових установ, у тому числі одна філія Exports Development Bank of Iran, який є міжнародним банком, що займається іранським експортом. Організатори та директори національних іранських або неіранських банків дозволяють собі витрачати значні суми бюджету на будівництво привабливих і сучасних будівель для своїх офісів у Решті.
З часів ісламської революції 1979 року в Ірані від російських, турецьких і азербайджанських банків завжди надходили запити відкрити філії в Решті, тому місто вважається «воротами Європи» в Ірані. Головне консульство уряду Російської Федерації розташоване в Решті, та деякі інші країни Каспійського регіону також прагнуть створити представницькі штаб-квартири в Решті поряд зі своїми посольствами в Тегерані. Деякими доказами є Університет Гілана, який був побудований спільно урядами Ірану та Західної Німеччини близько 40 років тому, будівля представництва IRIB у Рашті, яка була побудована спільно іранськими та бельгійськими інженерами.

## Демографія
Місто Решт є найбільш густонаселеним містом на півночі країни і одним з мегаполісів Ірану. За результатами перепису 2010 року населення Рашта становить 639 951 чоловік, а населення міста Решт — 918 445 чоловік. За даними офіційного перепису населення 2015 року, його постійне населення становило 956 971 осіб. Щоденне постійне плаваюче населення Місто Решт, як материнське місто провінції Гілан, налічує понад 1 200 000 осіб. Населення цього міста становить понад два мільйони людей під час свят і туристичних місяців року.

## Культура
Жителі Рашта багато витрачають на мистецтво, їжу та одяг. Вільний час вони проводять, відвідуючи кінотеатри, художні виставки, музичні концерти та міжнародні книжкові ярмарки, які найчастіше проходять у місті протягом року. Крім того, муніципалітет проводить спортивні, культурні та інформаційні змагання, щоб залучити молодь до здорової та конструктивної діяльності. Найулюбленішим конкурсом є щорічний конкурс блогерів, який щороку нагороджує найкращих молодих блогерів.
Решт відіграє важливу роль в історії Ірану. Це були ворота Ірану у Росію та Європу; тому на нього вплинула західна архітектура. Тут була побудована перша в Ірані публічна бібліотека, і це було перше місто в Ірані, де дівчатам дозволили ходити до школи.
Іранські міста Ісфахан і Решт були прийняті до Мережі креативних міст ЮНЕСКО 11 грудня 2015 року. Ісфахан зареєстрований через свої творчі ремесла та народне мистецтво; і Рашт через його унікальну гастрономію. Рештська вишивка — це ремесло та мистецтво, характерне для міста та провінції Гілян.
4 січня 2015 року Рашт було обрано політичним центром Гілана понад 4500 років тому. Тоді дата 4 січня була включена в офіційний календар країни як день Решту.

## Освіта
У місті розташований Гілянський університет (перс. دانشگاه گيلان), створений у 1974 році в рамках кооперації між Іраном та ФРН. Знаходиться за 30 кілометрів від Каспійського моря. У унiверситетi зараз навчається близько 17000 студентів за 112 спеціальностями.
У місті також розташоване відділення Ісламського університету Азад, Гілянський університет медичних наук, відділення університету Пайамі Нур, а також кілька інших технічних і менших університетів.

## Економіка
Решт має велике значення з огляду на його географічне положення (розташування на центральній рівнині та його велика ширина, родючі землі та ґрунт, бувши найважливішим регіоном провінції та Ірану з точки зору вирощування рису), комунікаційне положення (розташування між Тегераном– Дороги Казвін-Анзалі-Астара, з одного боку, і головна дорога з Гілана в Мазендеран і на схід від Гілана, з іншого боку), політико-адміністративна ситуація (розташування як столиці провінції Гілан) та економічний розвиток, міста розширення промислових заводів і подальше збільшення сільськогосподарської комерційної діяльності та кількості науково-технічних центрів. Більшість мешканців цього міста активно працюють у сфері обслуговування, торгівлі та промисловості, а рис є основною діяльністю жителів цього регіону. Решт довгий час був одним з найвидатніших митних міст Ірану. Раніше це місто було єдиним комунікаційним і торговим шляхом Ірану до Європи через порт Анзалі. З часів шаха Аббаса II і до кінця правління Каджарів місто Решт було великим торговим центром, і каравани зупинялися в цьому місті, щоб купити шовк і продати свої товари. Таким чином, їх відправляли в порти Середземне море. Наявність російського консульства, а потім британського консульства в Решті спричинило економічне та соціальне процвітання цього міста, і тут був представник міністерства закордонних справ або брокер, російський консул, французький заступник консула та британський заступник консула в цьому місті, і, окрім правителя Решта, в Решті також був дислокований агент закордонних справ від імені центрального уряду. Протягом цього періоду в Решті послідовно діяли Томанський Російський Позиковий Банк і Торговий Дім. У той же час зовнішня торгівля Решта розвивалася, і більшість раштців стали мільйонерами, а Решт став аристократичним містом у період Каджарів.

## Фармацевтична промисловість
Зараз у Решті є факультет фармації під егідою Університету медичних наук Гілана та кілька центрів виробництва ліків, один із яких – центр виробництва протиракових нанопрепаратів із 24 ручками. Sobhan Daroo Co. є однією з найуспішніших фармацевтичних компаній в Ірані. Маючи понад 100 ліцензій на виробництво, це наразі другий найбільший виробник у країні за обсягом виробництва. Oncology Pharmaceutical Company Sobhan є одним із найсучасніших і передових підрозділів з виробництва протиракових та хіміотерапевтичних препаратів у світі.

## Транспорт

### Таксі
У 1947 році 50 машин таксі були закуплені у Великій Британії за наказом Фахр-ол-Доуле (дочка Музаффар ад-Дін Шаха) і імпортовані до Ірану. 1948 року перше таксі в'їхало в Рашт, перетнувши головну вулицю міста, завдяки його інтересу до Гілана. Раштська столична організація таксі наразі організувала понад 9500 машин таксі та приватних автомобілів.

### Залізниця
Рашт обслуговує залізнична станція Решт. З Тегерана до Решта щодня вирушають потяги, які вирушають з Тегерана о 07:45 і прибувають до Решта о 13:10. Ціна квитка без знижки коштує 430 000 ріалів (2 євро 50 центів у травні 2019 року) і його можна придбати онлайн на сайті іранської залізниці або в туристичних агентствах. Залізниця проходить через гори Альборз, а потім долину річки Сефідруд і зупиняється в Кереджі та Казвіні на шляху до Решта.

### Міжнародний аеропорт
Міжнародний аеропорт Решт є єдиним аеропортом у невеликій провінції Гілян і був заснований у 1969 році з приблизною площею 220 га. Спочатку аеропорт обслуговував лише внутрішні рейси до Тегерана та Мешхеда, але після того, як у 2007 році його перейменували на Міжнародний аеропорт Сардар Джангал, було створено додаткові маршрути.
Аеропорт тісно пов’язаний із сотнями рейсів національних і міжнародних авіакомпаній, включаючи Mahan Air, Iran Air, Iran Aseman Airlines, Kish Air, та приймає понад 2000 рейсів щорічно.

## Кухня
Домінуючою їжею жителів Рашта є різні види риби. Мірза Гассемі, вавішка (тип хаггіса), наргесі, багхала гхатог і ашпал (ікра) — деякі інші популярні місцеві страви. Рештехошкар - відома солодкість.

## Клімат
Решт має вологий субтропічний клімат. Клімат є одним із найвологіших в Ірані, з теплим літом і прохолодною зимою, іноді зі снігом. Середня вологість становить 81,2%, що сильно контрастує з містами в багатьох інших частинах Ірану. Кількість сонячних годин, у середньому приблизно 1520 годин на рік, менше, ніж у більшості місць в Ірані, а також порівняно з більшістю місць на цій широті. Решт також знаний як «Місто дощу».

## Визначні пам'ятки
Місто відоме яскравим старим базаром. До інших визначних пам'яток відносяться: павільйон Біглер Бейгі, побудований під час династії Каджарів, парк Мохташам, могила Дана Алі, Музей сільської спадщини Гіляна, а також будівля муніципалітету Решта.

## Відомі уродженці
- Гушанґ Ебтегадж (1928–2022) – iнтелектуальний поет 20 століття в Ірані
- Хоссейн Самі (1876 – 1953) – іранський письменник, поет, дипломат і політик
- Мірза Кучик-хан (1880–1921) – один із мучеників свободи в Ірані
- Айдін Агдашлу (1940) – іранський художник, графік і арт-куратор
- Реза Балучі (нар. 1972) – спортсмен
- Махмуд Бехзад – батько сучасної біології Ірану
- Мір Абдолрез Дарьябейгі – художник
- Мохаммад Багер Нобахт – іранський політик і економіст
- Фатулла Хан Акбар (1878–1947) – прем'єр-міністр Ірану
- Амір Ефтехарі – футболіст
- Хосров Голсорхі – журналіст, поет і комуністичний діяч
- Хаді Джелве – помічник судді Верховного суду Ірану
- Олександр Касимович Казембек (1802–1870) – історик тафілолог
- Мохаммад Хатам – командувач ВПС Ірану та радник шаха
- Хаміде Хейрабаді – колишня актриса
- Арсен Мінасян Вірменин – засновник першого сучасного санаторію в Ірані
- Ардешир Мохасесс – карикатурист
- Садек Саба – керівник перської служби BBC
- Хуман Сейєді – іранський актор і режисер
- Шохре Баят – іранський шаховий арбітр
- Енаятолла Реза – іранський історик
- Насролла Могтадер Модждехі – іранський професор